# سجل الاقتراع الإلكتروني
سجل الاقتراع الإلكتروني، المعروف أيضًا باسم سجل الناخبين الإلكتروني، يكون عادةً إما جهاز أو برنامج أو مزيج من الاثنين يسمح للمسؤولين القائمين على الانتخابات بمراجعة و/أو معالجة المعلومات المتعلقة بالناخب أثناء عملية الانتخاب، ولكنه لا يحصي في الواقع عدد الأصوات. ويستخدم هذا البرنامج أو الجهاز بدلاً من سجلات الاقتراع الورقية، التي عادةً ما تكون مجلدات مكونة من ثلاثة أجزاء. وكثيرًا ما تشمل وظائف سجل الاقتراع الإلكتروني البحث والمراجعة والتحقق من الهوية وتحديد الدائرة الانتخابية وتحديد الاقتراع وتحديث تاريخ الناخب ووظائف أخرى، مثل تغيير الاسم والعنوان و/أو إعادة توجيه الناخبين لموقع التصويت الصحيح.
أينما يستخدم هذا السجل, فإنه يحتوي على بيانات شاملة موحدة (للمدينة بأكملها ومقاطعة و/أو الولاية المتحدة) في شكل معلومات قابلة للاستخدام في مكان الاقتراع، بالإضافة إلى أنه حل محل النظام القائم على الورق أو يمثل مكملاً للعمليات الورقية. وقد أكمل هذا التوحيد أو حل محل العملية اليدوية، التي تكون عادةً مكالمة هاتفية، من الدائرة الانتخابية إلى مجلس الانتخابات المحلي أو الإقليمي. والمعلومات التي يتداولها سجل الاقتراع الإلكتروني هي معلومات عامة يمكن العثور عليها علانية أو عبر الإنترنت.
يتضمن بعض موردي المعلومات في الولايات المتحدة: مؤسسة نو إينك (KNOW iNK) و شركة في آر سيستمز (VR Systems Inc) و داتا كارد (Datacard) و دعم القرار (Decision Support) وديبولد (Diebold) و إليكشن أدمنستريتورز (Election Administrators) والأنظمة والبرامج الانتخابية (Election Systems & Software) و فيري الدولية (Ferey International) وهارت إنترسيفيك (Hart InterCivic) و انتخابات روبيس (Robis Elections) و مؤسسة فوتيك (Votec Corporation)، بالإضافة إلى بعض الحلول الأخرى.
في عام 2006, واجه اثنان على الأقل من موردي المعلومات مشاكل مع سجلات الاقتراع الإلكترونية، من بينها ديبولد في ولاية ماريلاند في سبتمبر 2006 و أنظمة تصويت سيكويا (Sequoia Voting Systems) في مدينة دنفر بولاية كولورادو في نوفمبر 2006.